# Kamwe
Le kamwe (ou higi, hiji, higgi, vacamwe) est une langue tchadique biu-mandara parlée au Nigeria, principalement dans la zone de gouvernement local de Michika, également au nord-ouest du Cameroun, dans les monts Mandara.
Le nombre de locuteurs a été estimé à 300 000 dans l'État d'Adamawa au Nigeria.